# دکتر آفریقایی (فیلم)
دکتر آفریقایی (نام اصلی: Bienvenue à Marly-Gomont) یک فیلم کمدی-درام فرانسوی محصول سال ۲۰۱۶ است که بر اساس زندگی سیلو زانتوکو، پدر کامینی (موسیقی‌دان) ساخته شده‌است. در این فیلم کامینی دستیار نویسنده بوده‌است و جولین رامبالدی کارگردانی آن را بر عهده داشته‌است. در این فیلم مارک زینگا و آئیسا مائیگا ایفای نقش می‌کنند.

## خلاصه داستان
دکتر آفریقایی فیلمی است که داستان پدر کامینی، زانتوکو را روایت می‌کند. او که اصالتاً اهل زئیر (جمهوری دموکراتیک کنگو فعلی) است، به روستایی می‌رسد که او، همسر و فرزندانش تنها سیاه‌پوستان هستند. این فیلم عمدتاً با لحنی نیمه طنز به مشکلات کار یک پزشک سیاه‌پوست در دهکده کوچک دورافتاده ای در شهر ان (در منطقه پیکاردی) در سال ۱۹۷۵، علیرغم کمبود پزشک می‌پردازد.

## بازیگران
- مارک زینگا در نقش سیلو زانتوکو
- آئیسا مائیگا در نقش آن زانتوکو
- بایرون لبلی در نقش کامینی زانتوکو
- مدینا دیارا در نقش سیوی زانتوکو
- روفوس در نقش ژان
- جاناتان لمبرت در نقش لاوین
- ماتا گابین در نقش مادو
- سیلوستر آموسو در نقش عمو بیکی
- ریتون لیبمن در نقش معلم رانندگی